# 1639
Năm 1639 (số La Mã: MDCXXXIX) là một năm thường bắt đầu vào thứ bảy trong lịch Gregory (hoặc một năm thường bắt đầu vào thứ ba của lịch Julius chậm hơn 10 ngày).